# Каунаська архідієцезія

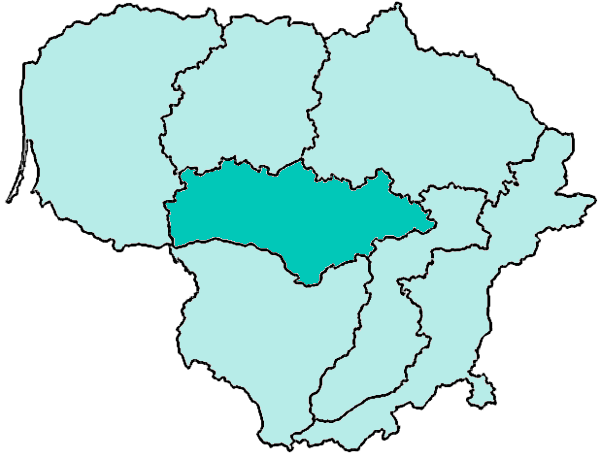
Каунаська архідієцезія

Каунаська архідієцезія (лат. Archidioecesis Kaunensis, лит. Kauno arkivyskupija) — одна з двох католицьких архідієцезій-митрополій латинського обряду в Литві з кафедрою в місті Каунас (Каунаський повіт). Входить до складу церковної провінції Каунаса. Суфраганними дієцезіями для неї є: Вілкавішкіська, Тельшяйська і Шяуляйська дієцезії. Латинська назва архідієцезії — «Archidioecesis Kaunensis». Кафедральний собор архідієцезії Каунаса — церква Святих Петра і Павла.
Каунаська дієцезія заснована в 1417 році як дієцезія Жемайтії, а в 1926 році отримала статус архідієцезії.
З 19 лютого 2020 року архієпископську кафедру Каунаса займає Кестутіс Кевалас. Єпископ-помічник Сауліус Бужаускас.

## Ординарії архідієцезії
- архієпископ Юозапас Сквірецкас (5.04.1926 — 3.12.1959)
- кардинал Вінцентас Сладкявічус (10.03.1989 — 4.05.1996)
- архієпископ Сиґітас Тамкявічус, S.J. (4.05.1996 — 11.06.2015)
- архієпископ Льонґінас Вірбалас, S.J. (11.06.2015 — 1.03.2019)
  - єпископ Алґірдас Юревічюс, апостольський адміністратор (1.03.2019 — 19.02.2020)
- архієпископ Кестутіс Кевалас (від 19.02.2020)